# Voisin Canard
O Voisin Canard foi um avião francês, desenvolvido pelos irmãos Gabriel e Charles Voisin em 1910, cujo primeiro voo ocorreu no início de 1911 com um motor Rossel-Peugeot de 50 hp. Ele foi chamado de Canard devido a seu formato de "pato". Ele voou originalmente como avião de decolagem e pouso terrestres. Mas com a adição de flutuadores, ele se tornou o primeiro hidroavião pela Marinha francesa.
O Canard era, mesmo para os padrões de 1910, curiosamente, um desenho de origem regressa, seu layout lembrava o do 14-bis de 1906 criado por Santos Dumont.  
As laterais características dos modelos Voisin eram encaixadas nos pares mais externos de painéis, e o controle de rolagem era obtido usando ailerons de extremidades separadas nas duas baias mais externas das asas.